# Nicola Cosentino
Nicola Cosentino (né le 2 janvier 1959 à Casal di Principe) est une personnalité politique italienne, secrétaire d'État dans le gouvernement Silvio Berlusconi IV depuis le 12 mai 2008 jusqu'au 14 juillet 2010 (démission à la suite de poursuites judiciaires).

## Biographie
Diplômé de droit, avocat de profession, ancien social-démocrate (PSDI) Nicola Cosentino est le coordinateur de Forza Italia en Campanie. Il a été élu trois fois député (1996, 2001, 2006) — absences au Parlement : 2 007 sur 4 875 (41,2 %).
Peter Gomez et Marco Travaglio, dans leur best-seller Se li conosci li eviti (2008) pointent notamment sa proximité avec les frères Orsi, désormais arrêtés pour activités mafieuses liées aux décharges. Michele Orsi a déclaré avoir pu obtenir la certification anti-mafia grâce à l'intervention dudit député.
Le 9 novembre 2009, la presse italienne évoque ouvertement des mesures judiciaires à son encontre en raison de sa proximité avec le clan des Casalesi (Camorra) et le fait qu'il ne serait plus choisi comme candidat du Peuple de la liberté à la présidence de la région Campanie en 2010. Il fait partie pour cette raison des exclus des listes du PdL pour les élections générales italiennes de 2013, ce qui entraîne une polémique lors de la présentation des listes en Campanie.
Le 17 novembre 2016, il est condamné à neuf ans de réclusion en raison de ses liens avec la mafia.